# Субэдэй
Субэдэ́й (встречающиеся в литературе варианты написания имени: Субеета́й, Субеета́й-Баату́р, Субээтэ́й, Субэта́й, Субэда́й, Субэда́й-бахаду́р, Субуда́й-Маады́р, Субуда́й, Субедей, Супата́й; 1175 — 1248) — монгольский полководец, соратник Чингисхана (Тэмуджина).
Являлся главным военным стратегом Чингисхана и Угэдэя. Он руководил более чем 20 кампаниями и выиграл 65 генеральных сражений, во время которых он завоевал больше территории, чем любой другой полководец в истории. Он широко известен как один из величайших военачальников и стратегов в истории.

## Краткая биография
Был сыном кузнеца Джарчиудая из рода урянхаев. Пришёл к Тэмуджину по примеру своего старшего брата Джэлмэ, уже находившегося у того на службе. Участвовал во всех основных монгольских походах первой половины XIII века — на северный Китай (Империю Цзинь), меркитов, государство Хорезмшахов.
Во время похода на Кавказ и Восточную Европу совместно с Джэбэ руководил монголами в битве на Калке (1223). В 1224 году монголы Джэбэ и Субэдэя двинулись на восток, против волжских булгар. Будучи разбиты, монголы ушли на восток через степи современного Казахстана.
В 1236 году корпус под командованием Субэдэя совершил новое вторжение в Волжскую Булгарию, в результате которого последняя была покорена и включена в состав Монгольской империи. Субэдэй был фактическим командующим в Западном походе Бату (1236—1242), в ходе которого, в частности, монголы атаковали русские княжества и дошли до Адриатики. В пожилом возрасте вернулся на малую родину. Умер в возрасте 73 лет.

## Потомки
Из сыновей Субэдэя у Рашид ад-Дина названы Тимур-Бука, Кукуджу и Урянхатай (Урянкатай, Урянгутай). Кукуджу был тысячником правого крыла войска; после смерти отца занял его место. Урянхатай (1201—1272), подробная биография которого есть в «Юань ши», сначала ведал охраной юного Мункэ. Затем участвовал вместе с Гуюком в окончательном покорении империи Цзинь (1233—1234); был с Субэдэем и Бату в Западном походе. Поддержал кандидатуру Мункэ на ханский престол (1250—1251). Вёл завоевания в Южном Китае и Юго-Восточной Азии. Внук Субэдэя Аджу (1227—1287), сын Урянхатая, был канцлером при ханах Мункэ и Хубилае и полководцем, участвовавшим в завоевании Южного Китая.

## Наследие
«Ни один монгольский полководец не сыграл большей роли, чем Суботей Баатур, в создании и поддержании ранней Монгольской империи. Доверенный полководец и вассал Чингисхана, впоследствии очень уважаемый подчинённый Угодея и Гуюка, Суботей с большим отличием служил на каждом этапе монгольского национального развития, в первые четыре десятилетия существования империи. Когда он впервые поступил на службу к Тэмуджину, впоследствии Чингисхану, ханство этого мелкого монгольского вождя состояло всего из нескольких семей. Впоследствии расширилось от Венгрии до Японского моря, от окраин Новгорода до Персидского залива и реки Янцзы. В создании Монгольской империи он принимал немалое участие».— Пол Бьюэлл
Военная стратегия разработанная Субэдэем и Чингисханом предусматривала то что монгольская армия не действовала как единая масса, а вместо этого двигались по 3-5 осям наступления, часто на расстоянии 500—1000 км друг от друга, и одновременно угрожали множеству целей. Субэдэй (и Чингисхан) рассредоточили свои силы по широкому фронту и быстро объединялись в решающих точках, чтобы разбить врага по частям. Их методы были направлены на то, чтобы полностью подавить волю вражеского государства к борьбе. Субэдэй считается первым генералом, который руководил кампаниями с использованием современных организационных методов командования и управления.
Хотя на Западе в течение многих веков были неизвестны военные подвиги Субэдэя, они были описаны британским военным теоретиком Бэзилом Генри в его книге «Great Captains Unveiled after World War». Бэзил Генри Лиддел Гарт использовал пример монголов под предводительством Чингисхана и Субэдэя, чтобы могли вести бой, используя принципы мобильности, рассеивания и внезапности. Благодаря своей новаторской тактике боя и новизне в стратегии он является источником вдохновения для более поздних генералов. В частности, Эрвин Роммель и Джордж Паттон были заядлыми исследователями монгольских кампаний.

## В культуре
Субэдэй стал персонажем романа Исая Калашникова «Жестокий век» (1978).
Является одним из главных персонажей романов В. Г. Яна «Чингиз-хан», «Батый» и «К Последнему морю».